# Diceros bicornis occidentalis
El rinoceronte negro suroccidental (Diceros bicornis occidentalis) es una subespecie del rinoceronte negro, que vive en el suroeste de África (norte de Namibia y sur de Angola, introducido en Sudáfrica). Actualmente está catalogada como casi amenazada por la UICN. La mayor amenaza para la subespecie es la caza furtiva.

## Taxonomía
Esta subespecie a menudo se confunde con el extinto rinoceronte negro del sur (D. b. bicornis) o la subespecie del sureste (D. b. minor). Sin embargo, las poblaciones de las zonas áridas del norte de Namibia y el suroeste de Angola representan una subespecie separada.
El espécimen del holotipo, un macho, tenía unos 16 meses cuando fue capturado vivo por el Sr. Müller en 1914 cerca del río Kunene (Kaokoveld, región fronteriza entre Namibia y Angola), y enviado al Tierpark Hagenbeck, el Hamburgo Zoo, en Alemania. Después de su muerte el 15 de octubre de 1916, su piel y esqueleto se conservaron en el Zoologisches Museum Hamburg (espécimen nº 40056) y fueron descritos como pertenecientes a una nueva especie, Opsiceros occidentalis, por l. Zukowsky en 1922. Opsiceros es un sinónimo inválido del género Diceros.

## Descripción
El rinoceronte negro del suroeste, como todas las subespecies del rinoceronte negro, tiene un labio prensil distintivo y es un explorador. Su apariencia es similar a la de las otras subespecies, la diferencia más importante es una cabeza relativamente ancha detrás de los ojos y rasgos menores en la dentición. Otros caracteres que se mencionan a menudo, como el tamaño del cuerpo o la rectitud y el tamaño de los cuernos, son sujetos a la variación individual. También están más adaptados a los hábitats áridos, y se pueden encontrar en el clima árido de las sabanas y desiertos.

## Población y amenazas
Históricamente, esta subespecie deambulaba por Angola y Namibia, pero su área de distribución actual ha disminuido. La fortaleza de la especie se encuentra principalmente en Namibia. Se han reportado de uno a cuatro ejemplares en Angola y otros fueron introducidos en Sudáfrica. La población total está aumentando y ascendía a 1920 animales en 2010, de los cuales el 55,8 % eran adultos. La caza furtiva debido al aumento de los precios de los cuernos se considera la principal amenaza para la población.
Estado en la UICN
La UICN considera a las poblaciones vivas de rinoceronte negro del norte de Namibia en la subespecie D. b. bicornis, y no reconoce la subespecie separada de D. b. occidentalis.Esta sinonimia, basada en du Toit (1987), fue considerada errónea por Groves y Grubb (2011), y D. b. occidentalis fue restablecida como una subespecie válida. Como todas las poblaciones australes de rinocerontes negros fueron exterminadas a mediados del siglo 19, D. b. bicornis se encuentra completamente extinta hoy en día.